# Raúl Gaudín
Raúl R. Gaudín (* 1901 oder 1902; † 12. Oktober 1962) war ein uruguayischer Politiker.
Raúl Gaudín, der der Partido Colorado angehörte, hatte in der 34. Legislaturperiode als Repräsentant des Departamentos Salto vom 15. Februar 1943 bis zum 14. Februar 1947 ein Titularmandat als Abgeordneter in der Cámara de Representantes inne. Ein solches Mandat nahm er erneut, dem Sublema Batllismo-2 angehörend, in der 36. Legislaturperiode vom 15. Februar 1951 bis zum 14. Februar 1954 wahr. Im Jahr 1954 wirkte er dabei als Zweiter Vizepräsident der Kammer. Unter dem Vorsitz von Andrés Martínez Trueba gehörte er dem Consejo Nacional de Gobierno an. Vom 12. September 1957 bis zum 28. Februar 1959 war der promovierte Gaudín Verteidigungsminister Uruguays. Auch war er in drei aufeinander folgenden Zeitabschnitten Ehrenvorsitzender des Instituto Nacional de Viviendas Económicas. Er verstarb im Alter von 60 Jahren.

## Zeitraum seiner Parlamentszugehörigkeit
- 15. Februar 1943 bis 14. Februar 1947 (Cámara de Representantes, 34. LP)
- 15. Februar 1951 bis 14. Februar 1954 (Cámara de Representantes, 36. LP)